# Cutigliano
Cutigliano est une frazione du comune sparso de Abetone Cutigliano, situé dans la province de Pistoia et dans la région de la Toscane.

## Géographie

Localisation de la commune de Cutigliano à l'intérieur de la province de Pistoia

## Personnalités
- Egidio Seghi (1906-1963)